# Pitsos
Pitsos A.E. (in greco: Πίτσος) è un marchio greco di elettrodomestici prodotti dal Gruppo tedesco BSH Hausgeräte. Fondata nel 1865, dal 1959 al 1995 è stata un'azienda produttrice di elettrodomestici, e per un certo periodo anche di elettronica di consumo.

## Storia
Fu fondata nel 1865 ad Atene dalla famiglia Pitsos, ed iniziò con la produzione di fornelli a gas e stufe a petrolio. Nel 1959 l'azienda indirizzò le sue attività verso la produzione di elettrodomestici bianchi, con la creazione di un nuovo stabilimento a Rentis.
Nel 1968, avviò la produzione di televisori in bianco e nero.
Nel 1974, avviò una collaborazione con Siemens AG. Tre anni più tardi, nel 1977, l'azienda tedesca BSH Bosch-Siemens Hausgeräte (partecipata da Siemens assieme a Bosch) rilevò il 60% del capitale dell'azienda greca.
Nel 1996, l'azienda è stata rinominata BSP A.B.E. Ikiakon Syskeyon (BSH Οικιακές Συσκευές Α.Β.Ε.), dato che dal 1986 è anche filiale commerciale dell'azienda tedesca.

## Prodotti
L'azienda ha prodotto anche autoveicoli.

## Dati e generalità
Pitsos è leader di mercato in Grecia, dove detiene una quota del 40% con il suo brand nel settore degli elettrodomestici bianchi e dal 1996 produce frigoriferi, congelatori, lavatrici, piani cottura e forni, oltre che con il suo marchio destinato al mercato interno, anche con i marchi Bosch, Siemens, Gaggenau e Neff, destinati invece al mercato estero in Europa e Cipro.
Ha sede a Kifisià, uffici ad Atene, Salonicco, Patrasso, Heraklion e Creta, produce nello storico stabilimento di Rentis ed impiega oltre 900 lavoratori. Nel 2010 il suo fatturato è stato di 266 milioni di euro, 53 dei quali ricavati dalle esportazioni.